# Rue des Ondines
La rue des Ondines est une voie de Toulouse, chef-lieu de la région Occitanie, dans le Midi de la France.

## Situation et accès

### Description
La rue des Ondines est une voie publique. Elle se trouve dans le quartier de la Croix-de-Pierre, dans le secteur 2 - Rive gauche. Elle naît perpendiculairement à la rue Sainte-Odile. Elle est longue de 144 mètres, rectiligne et d'une largeur régulière de 10 mètres, orientée au nord. Elle rencontre se termine au carrefour de la rue de l'Ourcq, qu'elle reçoit à gauche, de la rue de l'Oasis, qui la prolonge au nord, et de la place Yvonne-Lucienne-Curvale, à droite.
La chaussée compte une seule voie de circulation automobile à double-sens. Elle est définie commune zone 30 et la vitesse y est limitée à 30 km/h. Il existe une piste cyclable à double-sens du côté des numéros pairs, qui permet de relier les deux pistes cyclables qui longent la Garonne par le haut de la digue.

### Voies rencontrées
La rue Sainte-Odile rencontre les voies suivantes, dans l'ordre des numéros croissants (« g » indique que la rue se situe à gauche, « d » à droite) :
1. Rue Sainte-Odile
2. Rue de l'Ourcq (g)
3. Place Yvonne-Lucienne-Curvale (d)

### Transports
La rue des Ondines n'est pas directement desservie par les transports en commun. Elle est cependant proche de la route d'Espagne et de l'avenue de Muret, où se trouvent les arrêts des lignes de Linéo L4L5 et de bus 152.
La station de vélos en libre-service VélôToulouse la plus proche est la station no 190 (39 route d'Espagne).

## Odonymie
La rue est nommée en référence aux ondines, créatures féminines des eaux dans la mythologie germanique. Ce nom s'explique par le choix d'odonymes commençant par O pour les rues tracées dans tout le lotissement Duboul.

## Patrimoine et lieux d'intérêt
- no  2 : maison (vers 1940)[2].
- no  10 : immeuble (vers 1940)[3].
- no  12 : immeuble (vers 1940)[4].
- no  16 : immeuble (deuxième moitié du XXe siècle)[5].